# Strážky (Křimov)
Strážky (německy Troschig) jsou malá vesnice v Krušných horách v okrese Chomutov. Nachází se asi 6,5 kilometru od Chomutova v nadmořské výšce okolo 660 metrů. Vesnice byla založena ve třináctém století a většinu své existence patřila k chomutovskému panství. Po zrušení poddanství se stala na krátkou dobu samostatnou obcí, ale od roku 1963 je částí obce Křimov. V roce 2011 měla 32 obyvatel.

## Název
Původní název vesnice zněl Stráž. Po zpustnutí vesnice byl název změněn na Strážky a poněmčováním různě zkomolen. V historických pramenech se jméno vesnice vyskytuje ve tvarech: Strasch (1281), Droschkaw (1560), Droschka (1563), Drosskow (1571), Drosska (1606), Droschig (1606), Drožik (1654), Droschig a Troschik (1787) a Droschig nebo Troschig (1854). Jiné zdroje uvádí, že zmínka z roku 1281 patří k nedaleké vesnici Stráž, popř. že název vesnice je odvozen jako zdrobnělina podstatného jména Stráž nebo ze slova dražka, které označovalo pěšinu pro dobytek.

## Historie

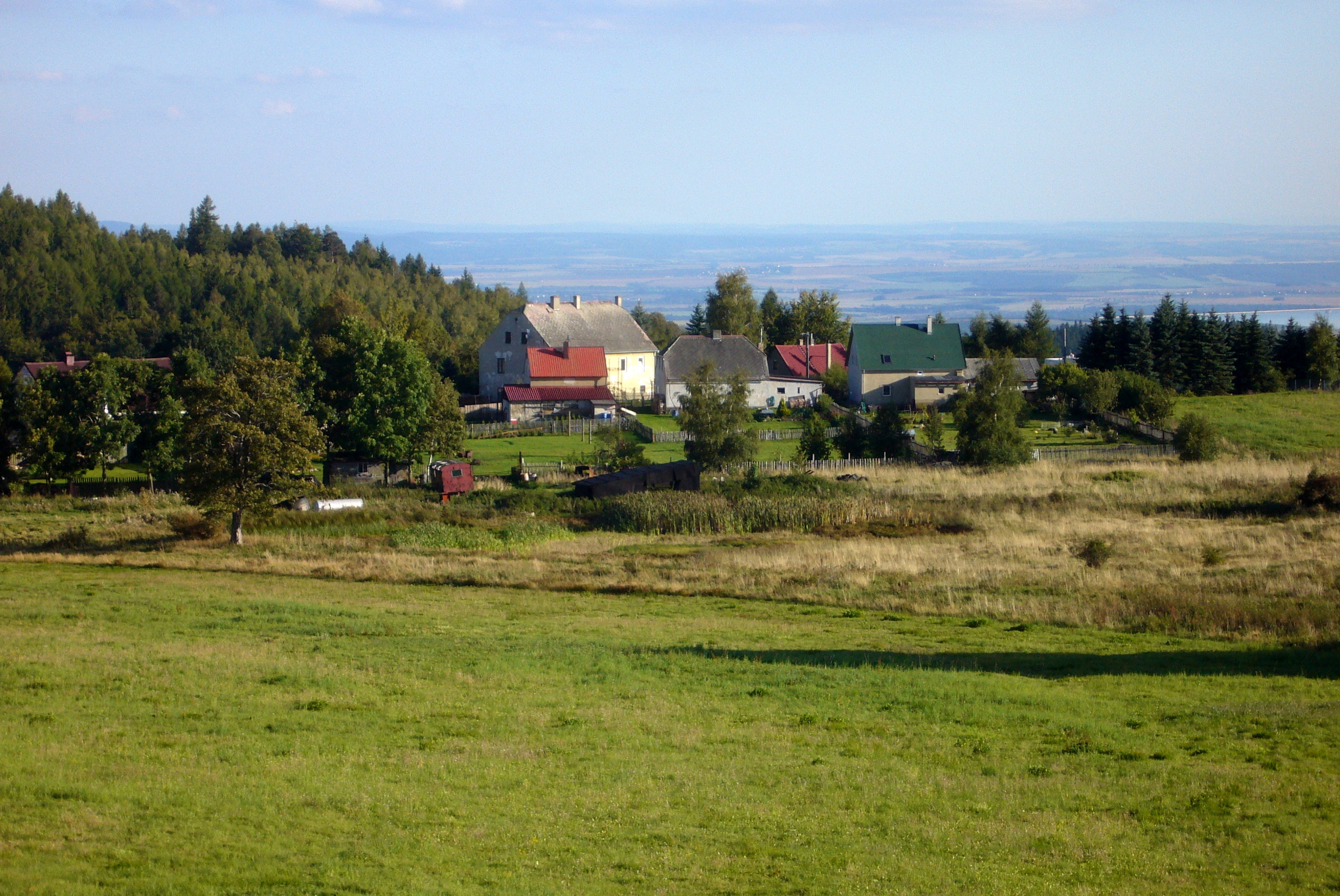
Strážky ze severozápadu

Počátky vesnice jsou nejasné, protože v literatuře bývá zaměňována s nedalekou Stráží. Podle Zdeny Binterové pochází první písemná zmínka až z roku 1560, kdy je vesnice uváděna v chomutovském urbáři. Druhou možnost, že Strážky jsou vesnicí zmíněnou v donační listině Chotěbora z Račic z roku 1281, uvádí mimo jiné Martin Volf. Archeologický výzkum zaniklého domu čp. 9 odkryl horizont středověké zástavby datovaný keramickými střepy do třináctého až patnáctého století. Nálezy ze třináctého století poskytl také záchranný archeologický výzkum při stavbě silnice I/7. Je tedy možné předpokládat, že Strážky byly součástí starší části tzv. Křimovského újezdu.
Strážky patřily k chomutovskému panství. V roce 1606 v nich žilo devět poddaných, k jejichž povinnostem patřila údržba cesta a mostů a práce při těžbě dřeva, sklizni a senoseči. Ve vesnici byla krčma, která musela odebírat chomutovské pivo a prodávat je směla jen při svatbách, křtinách, církevních svátcích a od sedmnáctého století i na konci týdne. Podle berní ruly z roku 1654 vesnici spravovali úředníci z městského statku v Krásné Lípě. Žilo zde osm sedláků, kterým patřilo čtrnáct potahů, osmnáct krav, 33 jalovic a patnáct koz, a jeden poddaný závislý na obci s dvěma krávami, dvěma jalovicemi a jednou kozou. Hlavním způsobem obživy bylo zemědělství. Pěstovalo se především žito, ale také ječmen, oves, len a další plodiny. Někteří lidé pracovali v městských lesích nebo v lomu na vrchu Klenovec. Zejména v zimě si lidé přivydělávali domácí výrobou krajek a ozdobných prýmků.

## Přírodní poměry
Strážky leží v Ústeckém kraji asi dva kilometry jihovýchodně od Křimova a 6,5 kilometru severozápadně od Chomutova v nadmořské výšce okolo 660 metrů. Nachází se v jižní polovině katastrálního území Strážky u Křimova o rozloze 1,71 km².
Geologické podloží celého katastrálního území tvoří prekambrické dvojslídné a biotitické ruly. V geomorfologickém členění Česka leží v geomorfologickém celku Krušné hory a v podcelku Loučenská hornatina na rozhraní okrsků Přísečnická hornatina a Bolebořská vrchovina. Hranice mezi okrsky vede nejprve směrem od Dominy na západ podél jižního okraje silnice do Křimova, ale severně od Strážek se stočí k jihozápadu do údolí Hutné. Nejvyšším bodem je vrchol Klenovce (757 m) severně od vesnice, zatímco nejníže položená místa se nachází v údolích Hačky a Hutné. Z půd převažují kambizemě a pouze v nejjižnějším cípu území se na svazích údolí Hutné objevují také podzoly. Oblast severně od silnice III/25114 se nachází na území přírodního parku Bezručovo údolí.

## Obyvatelstvo
Při sčítání lidu v roce 1921 zde žilo 141 obyvatel (z toho 73 mužů) německé národnosti a římskokatolického vyznání. Podle sčítání lidu z roku 1930 se počet obyvatel zvedl na 159, ale národnostní ani náboženská struktura se nezměnila.
|                                                                              | 1869 | 1880 | 1890 | 1900 | 1910 | 1921 | 1930 | 1950 | 1961 | 1970 | 1980 | 1991 | 2001 | 2011 | 2021 |
| ---------------------------------------------------------------------------- | ---- | ---- | ---- | ---- | ---- | ---- | ---- | ---- | ---- | ---- | ---- | ---- | ---- | ---- | ---- |
| Obyvatelé                                                                    | 140  | 112  | 117  | 113  | 111  | 141  | 159  | 58   | 49   | 40   | 7    | 4    | 16   | 32   | 51   |
| Domy                                                                         | 18   | 19   | 20   | 21   | 19   | 19   | 23   | 21   | —    | 12   | 3    | 13   | 7    | 14   | 20   |
| Počet domů z roku 1961 je zahrnut v celkovém počtu domů místní části Domina. |      |      |      |      |      |      |      |      |      |      |      |      |      |      |      |

## Obecní správa
Strážky se po zrušení poddanství v roce 1850 staly samostatnou obcí, ale již roku 1868 byly připojeny k Domině. Od 1. ledna 1963 se spolu s ní staly částí obce Křimov.
Při volbách do obecních zastupitelstev konaných 22. května 1938 ve Strážkách žilo 84 voličů. Volby však neproběhly, protože kandidátní listinu podala pouze Sudetoněmecká strana, která se tak automaticky stala vítězem voleb.

## Doprava
Strážky leží na slepé odbočce ze silnice III/25114 z Chomutova do Hory Svatého Šebestiána, na jejichž křižovatce se nachází zastávka linkové autobusové dopravy. Jižně a západně od vesnice vede silnice I/7 k hraničnímu přechodu do Německa. Nejbližší železniční zastávkou je Křimov – Suchdol vzdálená vzdušnou čarou asi 1300 metrů, ale v jízdním řádu 2015/2016 ji obsluhovaly pouze dva páry vlaků o víkendech v období od května do září. Okolím nevedou žádné turisticky značené trasy pro pěší ani pro cyklisty.

## Pamětihodnosti
Na návsi stávala zděná kaple se sanktusovou vížkou nad průčelím.